# Jacqueline Boyer
Jaqueline Boyer (født Eliane Ducos 23. april 1941 i Paris) er en fransk sanger og skuespiller, der vandt Eurovision Song Contest 1960 med sangen "Tom Pillibi". Jaqueline Boyer er datter af Jaques Pills og Lucienne Boyer.